# OuLiPo
OuLiPo (psáno rovněž Oulipo) je experimentální literární skupina založená 24. listopadu 1960. Jejími zakladateli byli Raymond Queneau a François Le Lionnais.
OuLiPo je zkratka z francouzských slov Ouvroir de Littérature Potentielle, tedy Dílna potenciální literatury.

## Členové
Členy tohoto sdruženi byli a jsou nejen literáti (již zmiňovaný Raymond Queneau nebo Italo Calvino, ale rovněž „poloviční matematici“ (např. Jacques Roubaud) nebo „čistí matematici“ (např. Claude Berge).
V roce 2006 mělo OuLiPo následující členy:
Noël Arnaud, Valérie Beaudouin, Marcel Bénabou, Jacques Bens, Claude Berge, André Blavier, Paul Braffort, Italo Calvino, François Caradec, Bernard Cerquiglini, Ross Chambers, Stanley Chapman, Marcel Duchamp, Jacques Duchateau, Luc Etienne, Frédéric Forte, Paul Fournel, Anne F. Garréta, Michelle Grangaud, Jacques Jouet, Latis, François Le Lionnais, Hervé Le Tellier, Jean Lescure, Harry Mathews, Michèle Métail, Ian Monk, Oskar Pastior, Georges Perec, Raymond Queneau, Jean Queval, Pierre Rosenstiehl, Jacques Roubaud, Olivier Salon, Albert-Marie Schmidt.
V tomto seznamu figurují i již zemřelí členové. Je to tak proto, že jsou i nadále členy uskupení OuLiPo a na každém jeho setkání jsou omluveni „z důvodu úmrtí“.

## Historie
Toto hnutí není nové. Jeho nejstaršími známými předchůdci byli už v 16. století tzv. velcí rétorikové.